# Tricentra auctidisca
Tricentra auctidisca är en fjärilsart som beskrevs av Louis Beethoven Prout 1918. Tricentra auctidisca ingår i släktet Tricentra och familjen mätare. Inga underarter finns listade i Catalogue of Life.